# Universidad Anglia Ruskin
La Universidad Anglia Ruskin es una universidad británica, una de las más grandes del Este de Inglaterra. Sus campus se localizan en las localidades de Cambridge, Chelmsford y Peterborough y Londres. Cambridge School of Art fundada por William John Beamont en 1858 y tomó su nombre actual en 2005. Actualmente el número de estudiantes ronda los 31.500.